# 长毛杜鹃
长毛杜鹃（学名：Rhododendron trichanthum），为杜鹃花科杜鹃花属下的一个植物种。